# Biocromo
Pigmentos biológicos ou biocromos são substâncias produzidas por organismos vivos que resultam na impressão de cores devido a absorção seletiva. Muitas estruturas possuem pigmentos produzidos em células especializadas denominadas cromatóforos. 
A ocorrência de mudanças fisiológicas de coloração nos animais está relacionada com a presença na epiderme ou na derme de células especializadas conhecidas como cromatócitos. Essas células possuem um grande número de prolongamentos citoplasmáticos que lhes conferem aspecto dendrítico e contêm em seu interior grânulos formados por pigmentos de diversas cores (biocromos) compostos por substâncias como a pteridina (tons amarelos), e vesículas de carotenóides (vermelhos), presentes nos xantóforos; grânulos de purina (brancos) nos leucóforos; melanina (tons pretos ou marrons) que estão presentes em grânulos nos melanóforos .Também são encontrados pigmentos (esquemocromos) que interferem na luz incidente produzindo cores iridescentes. 
Os mamíferos e as aves perderam a maior parte desses pigmentos durante sua evolução e possuem em sua pele somente um tipo de cromatócito conhecido como melanócito ou melanóforo. Essas células apresentam apenas grânulos nas cores preta, marrom ou amarelada, devido à presença dos pigmentos melanina e feomelanina sintetizados a partir do aminoácido tirosina. Outras cores presentes, por exemplo, nas penas das aves, devem-se à deposição extracelular de outros pigmentos, como porfirinas, cobre, carotenóides e purinas.
Os melanócitos, por exemplo, são embriologicamente derivados a partir de uma população germinativa de melanoblastos originários de células da crista neural, pouco tempo após o fechamento do tubo neural. Na maioria das espécies, os melanoblastos começam o processo de melanização imediatamente antes ou logo depois de alcançar seu destino.
A única função conhecida da melanina é a proteção contra a radiação UV, sendo essa função fundamental para os animais que vivem nas regiões intertropicais, onde a incidência dessa radiação é significativamente maior que nas regiões ditas temperadas.